# 沙勒沃伊县
沙勒沃伊县是位於美国密西根下半島西北部的一個縣，西北臨密歇根湖，部份陸地為島嶼，面積3,602平方公里。根據2020年美國人口普查，共有人口26,090人。該縣縣治沙勒沃伊，成立於1840年4月1日，縣名紀念歷史學家耶穌會士伯多禄·方济各·格扎维埃·德·沙勒瓦。

## 外部連結
- Charlevoix County web site （页面存档备份，存于）
- Charlevoix Area Chamber of commerce, with links, calendar of events （页面存档备份，存于）
- . Clarke Historical Library, Central Michigan University.   [2013-01-19]. （原始内容存档于2013-02-17）.